# ۷۲ هرکول
۷۲ هرکول یک ستاره است که در صورت فلکی زانوزده قرار دارد.